# Шлейфер, Георгий Павлович
Гео́ргий Па́влович Шле́йфер (нем. Georg Schleifer; 4 [16] июня 1855, Киев, Киевская губерния, Российская империя — 27 марта [9 апреля] 1913, Киев, Киевская губерния, Российская империя) — российский архитектор, инженер, глава Киевского кредитного общества, гласный Городской думы.

## Биография

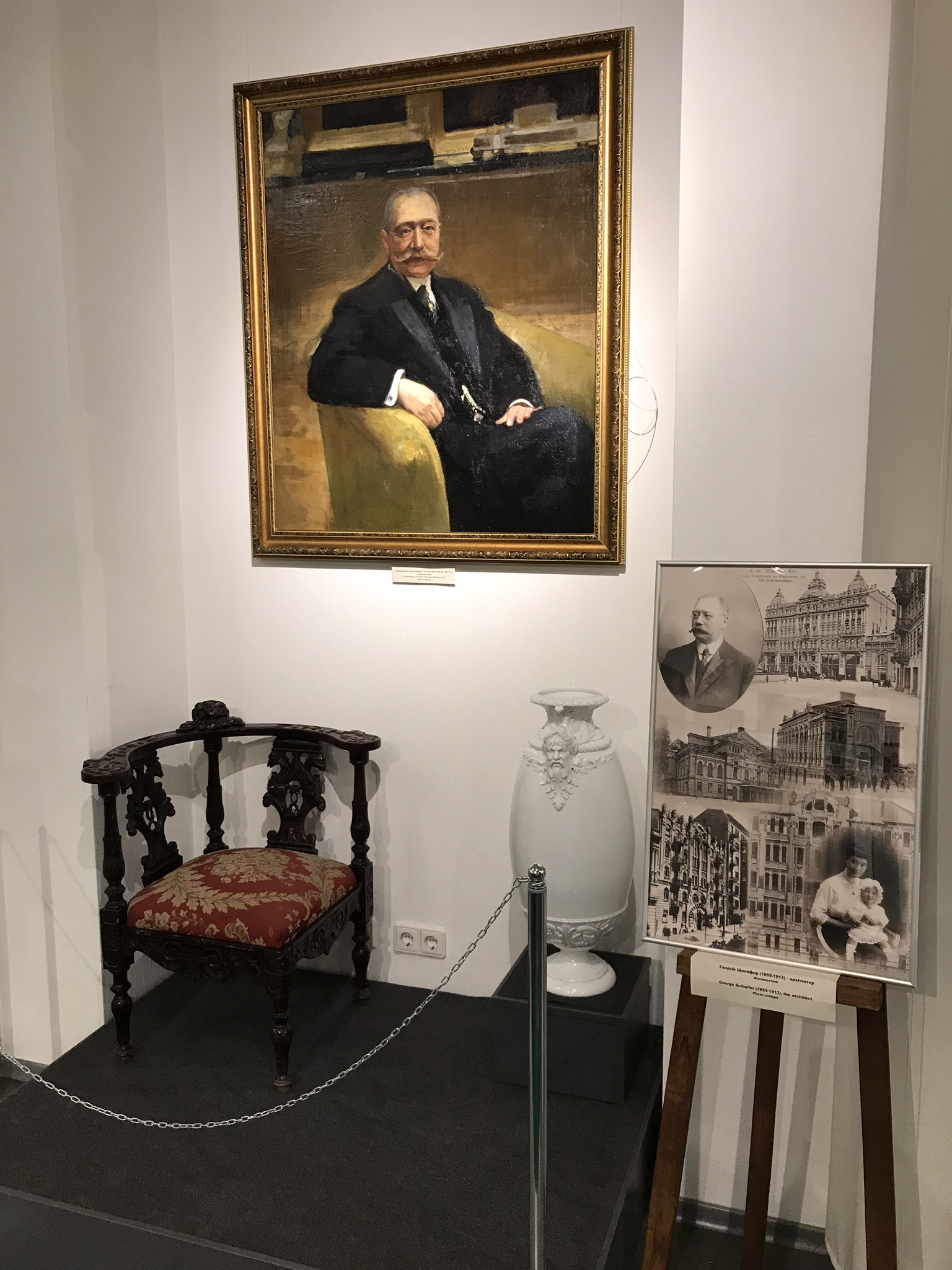
Экспозиция, посвящённая Шлейферу, Музей истории Киева

Родился в Киеве 4 (16) июня 1855 года в семье архитектора и художника Павла Ивановича Шлейфера. После окончания 1-й Киевской гимназии (1874) поступил в Санкт-Петербургский институт гражданских инженеров. Окончив его в 1882 году со званием гражданского инженера 1-го разряда, он вернулся в Киев, где работал техником губернского строительного отделения и преподавал рисование в Институте благородных девиц.
В 1882 году он выиграл конкурс проектов нового здания Киевской биржи. Его проект, благодаря удачно найденным пропорциям, и не менее удачному местоположению — на углу Крещатика и Институтской улиц, — сделал его известным. В следующем году он соорудил павильон первой киевской сельскохозяйственной выставки, а 1884 году был избран членом городской управы, возглавив её строительное отделение, и, по сути, став главным архитектором Киева. На этой должности Г. Шлейфер находился до 1894 года. Кроме этого, в 1885 году он был избран одним из директоров правления Киевского кредитного общества, в 1897 году он стал председателем правления общества и занимал эту должность до конца жизни.
Банкирская деятельность позволила ему приобрести несколько доходных домов, один из них сохранился по улице Институтской, 13/2, а в соседнем доме (особняке, позже надстроенном), он жил сам. Доходы от собственных домов и банкирской деятельности позволяли ему браться только за те архитектурные заказы, которые доставляли ему радость творчества. Безбедная жизнь дала ему возможность собрать у себя дома значительную коллекцию картин, среди авторов которых были Боровиковский и Венецианов, Тропинин и Айвазовский, Шишкин и Куинджи, Ге и Поленов; были в ней и рисунки Тараса Шевченко.
Умер в Киеве и был похоронен на кладбище возле Аскольдовой могилы.

## Проекты
На деньги общества Шлейфера и по его проектам были реализованы:
- Киевская биржа (1882—1886, не сохранилось)
- Особняк (Банковая улица, 13; не сохранился)
- Хоральная синагога Бродского (1897—1898)
- Коммерческое училище (Бульварно-Кудрявская улица, 24; 1897—1898; значительно перестроено)
- Особняк Шлейфера (1909—1910)

Участвовал в создании архитектурного комплекса на Николаевской (ныне — Архитектора Городецкого) улице, где им в соавторстве с Брадтманом были созданы:
- Гостиница «Континенталь» (1895—1897)
- Театр Соловцова (ныне театр им. Ивана Франко) (1898)
- Дом Гинзбурга (1900—1901)
- Дом барона Гессельбейна (1901—1903)
- Конный цирк П. С. Крутикова (на месте дома 7; не сохранился)
- Театр Геймана
- Банк, а также магазин фирмы «Братья Елисеевы» (разрушен)

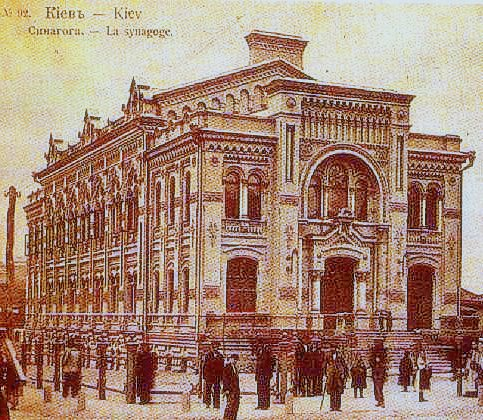
Хоральная синагога Бродского
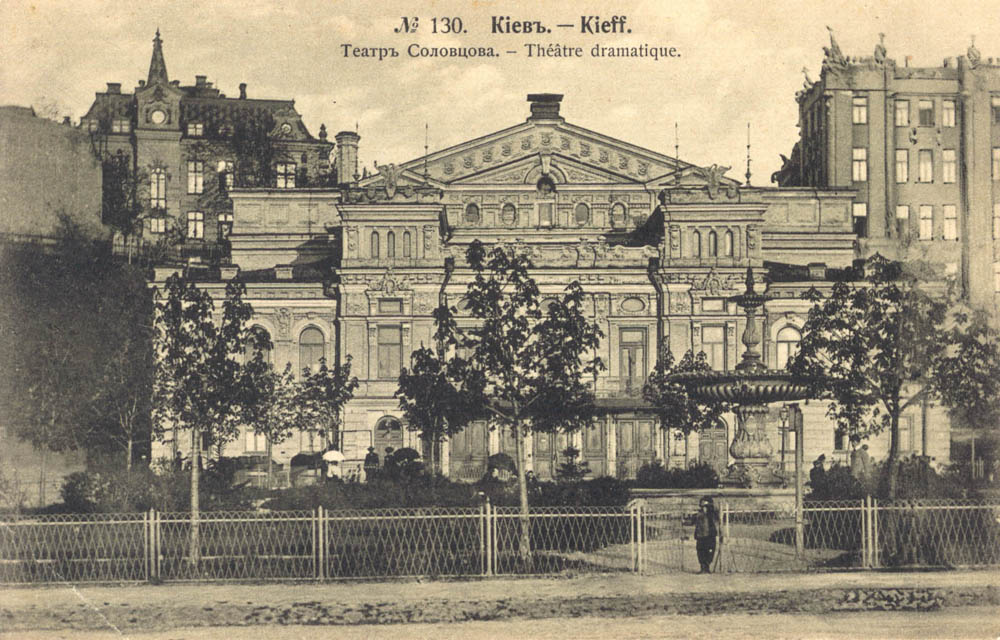
Театр Соловцова
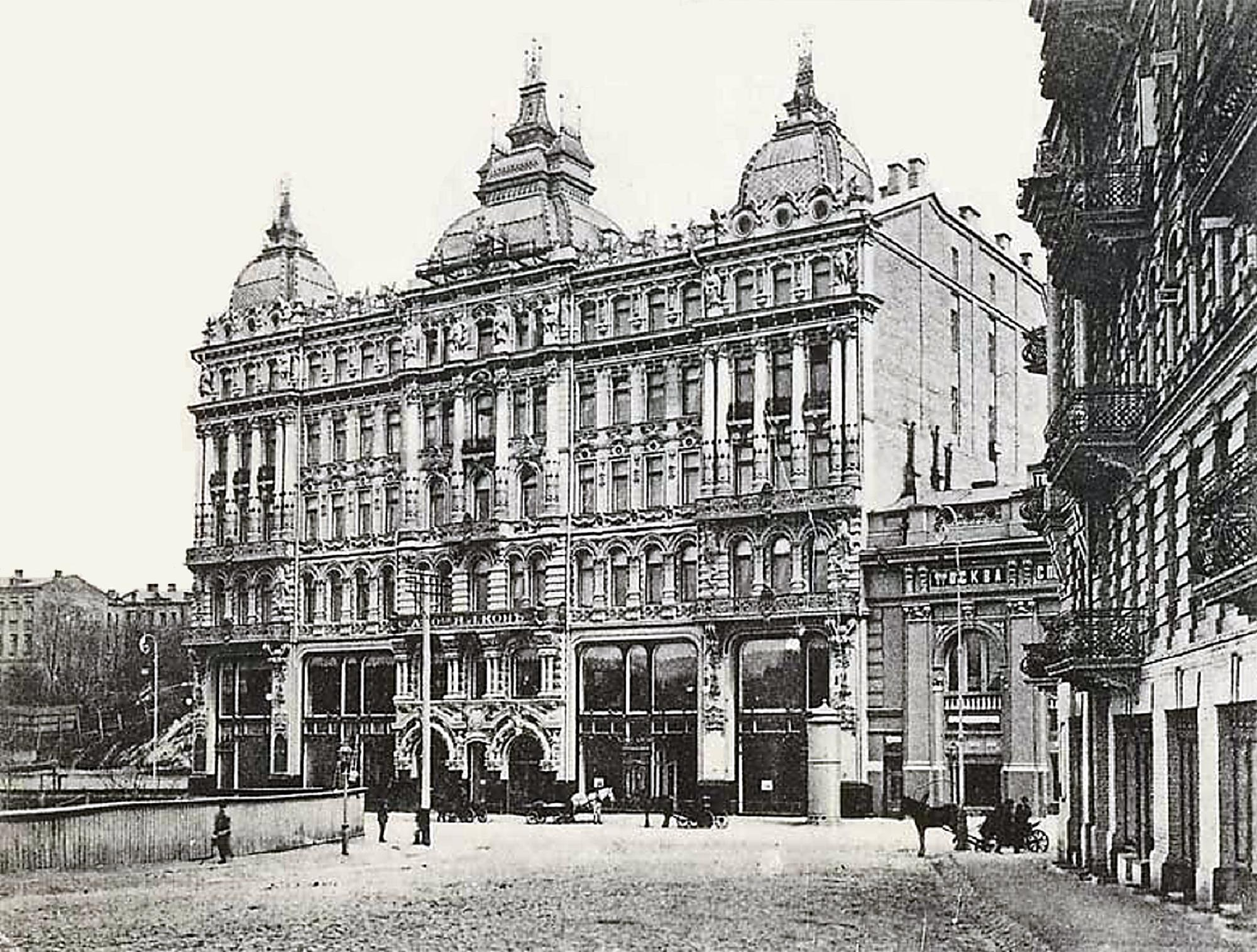
Дом Гинзбурга